# ランド研究所公共政策大学院
ランド研究所公共政策大学院（RAND School of Public Policy（旧名称はFrederick S. Pardee RAND Graduate School)）は、米国カリフォルニア州サンタモニカにあるランド研究所 (RAND Corporation)の本部に置かれた博士課程(Ph.D.コース)を持つ公共政策大学院である。必ずしも、定着した日本語訳はないが、「ランド研究所公共政策大学院」（以下、「ランド大学院」と略す）と呼ぶことが出来よう。
1970年に、当初は、RAND Graduate Institute(略称はRGI)という名称の大学院として設立された。RGIは、1960年代後半から1970年代に米国に設立された7つの公共政策大学院の1つである。
大学院の名称は、1987年に、RAND Graduate InstituteからRAND Graduate School (略称はRGS)へ変更された。2004年には、ランド研究所出身の実業家であり篤志家である、Frederick S. Pardeeからの寄付を記念して、Frederick S. Pardee RAND Graduate School(略称はPRGS)に変更された。さらに、2025年に、RAND School of Public Policyに改名した。
ランド大学院は、Doctor of Philosophy (Ph.D.)を政策分析(Policy Analysis)の分野において授与する。Master of Philosophy (M.Phil.)は2年間のコースワークを終えた学生に授与される。最初のPh.D.の学位は1974年に授与された。2025年時点でこれまでに約500のPh.D.の学位、650以上の修士の学位が授与されている。

## プログラムの特色
ランド大学院は、米国の主要な公共政策の大学院の中で、Ph.D.に特化した唯一のプログラムであったが、2022年以降は博士課程プログラム（Ph.D in Policy Analysis）とともに、修士課程のプログラムを持つようになった。2025年現在、M.Phil. in Policy Analysis、Master of National Security Policy、Master of Technology Policyの３つの修士プログラムを開講している。また、ランド大学院は、シンクタンクに設置されている唯一のプログラムでもある。ランド研究所は、政策研究における多くの分析手法を生み出してきている米国の最大のシンクタンクの1つである。
中心となるカリキュラムは、ミクロ経済学、統計学、計量経済学、社会・行動科学、オペレーションズ・リサーチなどである。卒業するためには、これらのコースワークの単位を取ることに加え、1年目の終わりの夏にある博士資格試験（qualifying examinations）に合格し、更に2年から4年かけて博士論文を仕上げること、更に、ランド研究所のプロジェクトに、最低400日以上勤務することが必要とされている。
ランド研究所は米国で第2の規模のシンクタンクであるブルッキングス研究所の4倍の規模を持っている。ランド研究所は、伝統的に国際安全保障における研究が有名であるが、現在では、研究内容は多角化してきており、教育、科学技術、安全、公衆衛生、労働・人口、ドラッグ、青少年政策、ホームランド・セキュリティ、環境、エネルギーにおける研究も広く実施している。常に500以上のプロジェクトが進行中であり、ランド大学院の学生は、後述するように、これらの政策研究プロジェクトに参加することになる。フルタイムの研究者は600名以上いる。
ランド大学院のプログラムは、米国の大学院教育における欠点、すなわち、ディシプリンを超えて創造的に考えることを抑制され、現実社会へのインパクトや価値の低い博士論文を書くことに必要以上に多くの時間を費やすことを極力少なくすることに重点が置かれているところに特徴がある。ランド大学院においては、ディシプリンの枠を超えることはむしろ歓迎される。博士論文においても、学問的厳格さも当然重視されるが、ランド研究所におけるプロジェクトを出発点とする現実的内容のトピックが多く、現実の政策問題への貢献が重視されている。論文の指導は、ランド大学院の教員に限定されず、ランド研究所の600名以上の政策研究者からの支援を得ることが可能である。
卒業に要する時間のメディアン（中間値）は57ヶ月である。1994年以降のPh.D.授与率は、約60%であり、他のトップレベルの大学院と同様の修了率である。
1960年代後半から設立された米国の公共政策大学院は、ハーバード大学、カーネギー・メロン大学、ミシガン大学、カリフォルニア大学バークレー校、テキサス大学、プリンストン大学、デューク大学に置かれている。これらの大学院においては、シラキューズ大学のマクスウェル・スクールやジョージ・ワシントン大学のプログラムが、政治学や官僚制の分析など伝統的な公共経営のプログラムであったのに対して、より政策分析手法の修得に重点が置かれている。ランド大学院においても政策分析手法の修得が重視され、政治学系のコースワークは重視されていない。
シンクタンクに置かれた大学院であることから、プログラムの特色としては、より実際的であり、より学際的であり、より現実ニーズに対応したものである。理論を深化させることよりも、問題解決への応用に重点が置かれているが、ランド研究所における文化を反映して、研究手法の合理性や知的な要求基準は極めて高い。
ランド大学院は、修士課程を持たない大学院であるため、評価の対象外となり、米国の主な大学院ランキング（公共政策など）には通常ランキングされていない。

## カリキュラム
カリキュラムは、数学、経済学、社会科学に基礎を置く政策研究手法の獲得に重点が置かれ、保健・治安・労働・人口・エネルギー・教育・環境・貧困・安全保障などの政策問題について応用を図ることが重視される。コアのカリキュラムは10のコースであり、約20の選択のコースが毎年開講されている。アメリカ合衆国の公共政策の博士課程において、STEM指定を受けた唯一のプログラムである。
ランド大学院はクォーター制、すなわち、3学期制（秋、冬、夏学期）である。各学期は10週であり、1週間の試験期間が置かれる。カルフォルニア大学のカリキュラムと同じにすることで、カリフォルニア大学ロサンゼルス校（UCLA）などの授業を受けることを容易にしている。
ランド大学院の教員は58名おり、彼らはまたランド研究所の研究者でもある。90%以上はPhD保持者である。
コースワークとランド研究所での勤務（OJT - On the Job Training-と呼ばれる）のコンビネーションがプログラムの特徴であり、ランド大学院の学生は、コースワークで学んだ知識をランド研究所での多様な政策研究プロジェクトに応用し、クライアントとも接触していく機会が用意されている。OJTにおいて、研究提案の準備、クライアントとの研究デザインの検討、政策分析手法の応用、分析結果の報告書作成、ブリーフィングのクライアントへの実施、研究成果の出版などの政策研究の一連の流れを経験することが期待されている。
博士資格試験は、経済学、数量的・統計分析、政策分析の3科目の筆記試験と口頭試験で実施され、博士候補生（Doctoral candidate）となるためには、全ての科目に合格する必要がある。いずれかの科目に不合格となった場合には、翌年度に再度全科目受験することが要求されるが、再受験が許されるのは1回である。
最近の博士論文のトピックは、
- 動的マイクロシミュレーション(dynamic microsimulaton)による米国の高齢化の将来予測
- マクロ計量経済学に関する研究
- 米国のビッグ3の自動車メーカーの労働者のヘルスケアプログラムをどのように改善することが可能か？
- 通信衛星についての政府の決定手法への民間のファイナイス理論の応用
- 高リスク下の児童の健康の改善のための政策分析
- 米国政府の情報機関における情報業務に対する情報技術のインパクト
- 戦場におけるスウォーミング(swarming)現象に関する分析
- 低確率高インパクトイベント（low probability and high impact events）についての政策分析手法の開発
- 小学校におけるクラスの規模が教育効果に与える影響の分析

などがある。

## 学生（フェロー）
ランド大学院の学生は、ランド研究所においては、フェローと呼ばれており、ランド研究所での勤務に基づく奨学金（フェローシップ）を全員受けている。フェローは、ミクロ経済学、統計学等に関するコースワークを受けると共に、ランド研究所における政策分析専門家と、実際の政策問題に取り組むことで、政策分析のスキルを大きく高めていくことが可能である。
ランド大学院フェローは、1学年で約25名であり、世界中（20カ国）から集まってきている。彼らの学問的バックグラウンドは多様である。学生の入学選抜は、ランド大学院のウェブサイトによれば、成績評価に加えて、新しい問題に新しい方法で考えていく知的創造性、政策研究に対する熱意、政策研究を実行していくためのディシプリンが重視されているという。
ランド大学院フェローは2006年9月現在で96名おり、20か国以上から来ている。50%以上は、留学生である。バックグラウンドは多様であり、経済学、数学、工学、ビジネス、芸術、人文、社会科学、自然科学などである。入学者の年齢は、21歳から46歳までの幅があり、メディアン（中間値）は27歳であった。約3分の1のフェローは既婚であり、14%は子供を育てている。
フェローの78%は入学以前に既に修士号以上の学位を持っている。入学時の年齢構成は、24歳以下が26%、25歳から29歳が49%、30歳から34歳が15%、35歳から39歳が8%、40歳以上が2%であった。大学の学部における専攻は、経済学が38%、工学が17%、社会科学（経済学以外）が14%、数学が9%、自然科学が9%、ビジネスが7%、人文系が5%だった。
フェローの出身大学は、ケンブリッジ大学、オクスフォード大学、カリフォルニア大学バークレー校、スタンフォード大学、カリフォルニア工科大学、ハーバード大学、マサチューセッツ工科大学、シカゴ大学、コロンビア大学、プリンストン大学、イェール大学、ペンシルベニア大学、ミシガン大学、ジョージタウン大学、空軍士官学校 (アメリカ合衆国)、ハービー・マッド大学、東京大学、北京大学、清華大学、国立台湾大学、ソウル大学校、KAIST、シンガポール国立大学、インド工科大学、デリー大学（インド）などである。
入学選抜は競争的である。競争率は、約8倍から10倍である。選抜は知的能力、実際的能力等に基づく。数量分析の能力はプログラムで成功するためには大変重視されている。
フェローは卒業後は、アカデミア、政府、ビジネス、非営利団体等に就職している。博士課程（Ph.D.）のプログラムであるが、必ずしも大学の教員だけではなく、政策研究についてのスキルを生かす、多くの分野に進出している。卒業生の就職先は、研究ポストが50%（研究機関32%、大学教員18%）、公共サービスが21%（政府（軍以外）13%、非営利団体4%、軍4%）、民間企業が27%である。
卒業後のフェローの進路としては、以下を含む。
1. 研究機関
  - エアロスペース（Aerospace Corporation）
  - Mathematica Institute
  - Brookings Institution
  - ランド研究所 (RAND Corporation)
  - 欧州連合安全保障研究所（Institute for Security Studies）
  - ホームランド・セキュリティ研究所（Homeland Security Institute）
  - 防衛分析研究所（Institute for Defense Analyses）
  - 韓国防衛分析研究所（Korean Institute of Defense Analyses）
  - インドネシア国際戦略研究所（Center for International Strategic Studies (Indonesia)）
  - オクラホマ市テロリズム防止記念研究所（Oklahoma City National Memorial Institute for the Prevention of Terrorism）
  - RTI国際研究所（RTI International Sphere Institute）
2. 大学
  - デューク大学
  - スタンフォード大学
  - ハーバード大学
  - コーネル大学
  - コロンビア大学
  - ノースウェスタン大学
  - エモリー大学
  - 南カリフォルニア大学
  - ランド研究所公共政策大学院
  - ジョンズ・ホプキンス大学
  - ニューヨーク大学
  - 海軍大学院
  - アメリカ合衆国陸軍士官学校
  - ウィスコンシン大学マディソン校
  - イリノイ大学アーバナ・シャンペーン校
  - アメリカン大学
  - ペパーダイン大学
  - シラキューズ大学
  - アメリカ陸軍戦略大学
  - アラバマ大学
  - カリフォルニア大学バークレー校
  - カリフォルニア大学ロサンゼルス校
  - カリフォルニア大学サンタクルーズ校
  - コロラド大学
  - メリーランド大学カレッジパーク校
  - イリノイ大学シカゴ校
  - ノースカロライナ大学
  - オレゴン大学
  - ボストン大学
  - トロント大学
  - 国際連合大学
  - シンガポール国立大学
3. 連邦政府
  - CIA
  - GAO
  - アルゴンヌ国立研究所（Argonne National Laboratory）
  - メディケア支出諮問委員会（Medicare Payment Advisory Commission）
  - NASA
  - 国家地上情報センター（National Ground Intelligence Center）
  - 国立加齢医学研究所（National Institute on Aging）
  - 米国副大統領オフィス
4. 地方政府
  - ロサンゼルス市教育委員会（Board of Education of the City of Los Angeles)
  - カリフォルニア州空域資源委員会（California Air Resources Board）
  - カリフォルニア州健康保健局（California Department of Health Services）
  - ニューヨーク市管理予算局（New York City Office of Management & Budget）
  - カリフォルニア州税務委員会（State of California Franchise Tax Board）
  - バージニア州議会
5. 国際機関等
  - 社会経済開発研究所（Institute for Social and Economic Development）
  - 国際通貨基金
  - OCSE民主機関人権局（OCSE Office for Democratic Institutions and Human Rights）
  - 世界銀行
6. 民間企業
  - アラガン（Allergan）
  - ブリストル・マイヤーズ スクイブ（Bristol Myers Squibb）
  - カドマス・グループ（Cadmus Group）
  - セルナー・ヘルスインサイト（Cerner Health Insights）
  - コーポレート・エグゼクティブ・ボード（Corporate Executive Board）
  - アーンスト・バスラー（Ernst Basler + Partner）
  - GEグローバル研究所（GE Global Research Inc）
  - イプソス・ライド（Ipsos Reid）
  - ロッキード・マーティン
  - マッキンゼー
  - SRAインターナショナル（SRA International）
  - ウォルト・ディズニー・カンパニー
  - ウェルポイント（Wellpoint）

## 学費、フェローシップ
1年間の学費は、2006年度で2万ドルである。
全てのフェローは奨学金（フェローシップ）を受けている。2006年入学の学生で年に42,000ドルである。ここから学費を支払うこととなる。フェローシップを維持するためには、フェローは少なくとも1年目に60日以上、2年目以降には155日以上、ランド研究所でのプロジェクトに参加することが求められている。
基本のフェローシップ以外に、博士論文に対するスカラーシップ等、11個のスカラーシップがある。博士論文に対するスカラーシップは、特定のトピックに対する学生からの研究提案の競争により決定される。

## その他
これまでの学長は、1970年から1998年までが、チャールズ・ウォルフ（Charles Wolf, Jr.）、1998年から2005年までが、ロバート・クリットガード（Robert Klitgaard）、2005年から2006年までは、臨時学長として、ラエ・アーチバルド（Rae Archibald）、2006年3月からは、ジョン・グラハム（John Graham）である。
ウォルフ博士は、現在はランド研究所の上級経済アドバイザー兼コーポレート・フェロー（国際経済担当）であり、フーバー研究所の上級研究フェローでもある。
クリットガード博士は、2005年よりカルフォルニア州のクレアモント大学院大学（Claremont Graduate University）の学長である。
グラハム博士は、ランド大学院の学長に2006年になる以前は、2001年から、米国政府・行政管理予算局（Office of Management and Budget)情報・規制部（Office of Information and Regulatory Affairs）の部長であった。それ以前は、1985年から2001年までハーバード大学公衆衛生大学院の政策・決定科学担当教授だった。
ランド大学院は民間の非営利の組織である。運営は、ランド研究所の監督委員会（Board of Trustees）により監督されている。また、27名のビジネス、学会、非営利団体のリーダーから構成される統治委員会（Board of Governors）は、ランド大学院がその目標を達成するように指導している。
ランド大学院の年間予算は、300万ドルであり、授業料、寄付、1200万ドルからなるランド大学院の基金から賄われている。
ランド大学院は、Western Association of Schools and Colleges (WASC)により、正式に認証を受けたアメリカの大学院である。最初の認証は1975年であり、次に1980年に認証を受けている。認証は1985年、1990年、2000年に受けている。次の認証は、2007年に開始される予定である。
ランド大学院は、アメリカの公共政策の学会である、米国公共政策学会Association for Public Policy Analysis and Management (APPAM)の創設メンバーである。

## 参考となる新聞記事
- Los Angeles Times, "At Rand, Fellows Learn Big-Picture Thinking," February 17, 2005
- Santa Monca Mirror, "NYSE Chair John Reed Speaks at RAND Grad School Commencement," July 22-28, 2004
- Santa Monica News, "Graduates Tackle Everything from Chemical Terrorism to Asteroid Collisions," July 21, 2002
- United Press International, "Grad school offers unique program," By Eric Badertscher, June 27, 2002